# Friedrich Heinzle
Friedrich Heinzle (* 24. Juni 1926 in Götzis; † 13. August 2013 ebenda) war ein österreichischer Politiker (ÖVP) und Handelsakademiedirektor. Heinzle war von 1964 bis 1984 Abgeordneter zum Vorarlberger Landtag, von 1964 bis 1969 dessen zweiter Landtagsvizepräsident und von 1969 bis 1984 erster Landtagsvizepräsident.

## Ausbildung und Beruf
Heinzle besuchte von 1932 bis 1937 die Volksschule in Götzis und danach von 1937 bis 1938 das Bischöfliche Gymnasium Paulinum in Schwaz. Er wechselte danach von 1938 bis 1943 an das Gymnasium in Feldkirch und legte dort 1943 die Matura ab. Danach diente er im Zweiten Weltkrieg. Nach seiner Rückkehr aus dem Krieg studierte Heinzle von 1945 bis 1951 Germanistik und Anglistik an der Universität Innsbruck, wo er 1951 auch seine Sponsion zum Mag. Phil. feierte. Im selben Jahr erhielt er das Lehramtszeugnis für Deutsch und Englisch, 1962 zudem die Lehrbefähigung für mittlere kaufmännische Lehranstalten, wobei er zuvor zwischen 1961 und 1962 außerordentlicher Hörer der Hochschule für Welthandel in Wien gewesen war. 
Beruflich war er nach seinem Probejahr am Bundesgymnasium Feldkirch im Schuljahr 1950/51 von 1951 bis 1959 Angestellter der Spar- und Darlehnskasse Götzis und danach von 1959 bis 1970 Professor für Deutsch und Englisch an der Handelsschule Feldkirch. Ab dem 1. März 1974 hatte er das Amt des Direktors der Bundeshandelsakademie Feldkirch inne, 1986 ging er in Pension.

## Politik
Heinzle gehörte von 1955 bis 1974 der Gemeindevertretung von Götzis an und wirkte zwischen 1958 und 1970 als Vizebürgermeister und von 1958 bis 1960 Obmann des Finanzausschusses. Danach hatte er vom 1. Mai 1970 bis 1974 das Amt des Bürgermeisters inne und war während dieser Zeit Obmann der Agrargemeinschaft Götzis. 
Innerparteilich war Heinzle ab 1951 Mitglied der ÖVP beziehungsweise des AAB und hatte von 1958 bis 1964 das Amt des Stellvertretenden-Ortsparteiobmanns der ÖVP Götzis inne. Im Anschluss wirkte er von 1964 bis 1986 als Ortsparteiobmann und war zudem von 1959 bis 1984 Mitglied der Landesparteileitung der ÖVP Vorarlberg. Des Weiteren war Heinzle Mitglied der Bezirksparteileitung der ÖVP Feldkirch, ab 1960 Mitglied im Landesgruppenvorstand des AAB sowie dessen Kulturreferent. Zusätzliche Funktionen nahm er ab 1963 als Obmann des Vereins zur Förderung von Musikunterricht in Götzis, als Mitglied im Hauptausschuss der Bregenzer Festspiele, Mitglied und Ersatzmitglied im Kollegium des Landesschulrates, Mitglied des Kuratoriums der Pädagogischen Akademie Feldkirch sowie Mitglied des Kuratoriums der Vorarlberger Landes- und Hypothekenbank wahr. 
Heinzle gehörte durch vier Landtagsperioden vom 29. Oktober 1964 bis zum 5. November 1984 dem Vorarlberger Landtag an, wobei er zeitweise Obmann des Finanzausschusses war. Zudem hatte er vom 29. Oktober 1964 bis zum 28. Oktober 1969 das Amt des zweiten Landtagsvizepräsidenten inne und war danach vom 29. Oktober 1969 bis zum 5. November 1984 erster Landtagsvizepräsident.

## Privates
Heinzle heiratete am 1. Februar 1954 Veronika Taxauer (* 1927) und wurde Vater von sechs Kindern, drei Töchtern und drei Söhnen, die zwischen 1954 und 1964 geboren wurden.

## Auszeichnungen
- Verleihung des Berufstitels Hofrat (1984)
- Silbernes Ehrenzeichen des Landes Vorarlberg (1985)
- Ehrenobmann der ÖVP Götzis